# Mêdog
Mêdog (tyb. མེ་ཏོག་རྫོང་, Wylie: me tog rdzong, ZWPY Mêdog Zong; chiń. upr. 墨脱县; pinyin Mòtuō Xiàn) – powiat w zachodnich Chinach, w prefekturze miejskiej Nyingchi, w Tybetańskim Regionie Autonomicznym. W 1999 roku powiat liczył 9868 mieszkańców.